# Монте-Порціо
Монте-Порціо (італ. Monte Porzio) — муніципалітет в Італії, у регіоні Марке,  провінція Пезаро і Урбіно.
Монте-Порціо розташоване на відстані близько 210 км на північ від Рима, 39 км на захід від Анкони, 28 км на південний схід від Пезаро, 34 км на схід від Урбіно.
Населення — 2835 осіб (2014).
Щорічний фестиваль відбувається 29 вересня. Покровитель — святий Архангел Михаїл.

## Демографія
Населення за роками:

Станом на 1 січня 2023 року в муніципалітеті офіційно проживало 300 іноземців з 29 країн, серед них 38 громадян країн Євросоюзу та 15 громадян України.

## Сусідні муніципалітети
- Коринальдо
- Мондавіо
- Монтерадо
- Орчано-ді-Пезаро
- Сан-Костанцо
- Сан-Джорджо-ді-Пезаро